# Kerinov Grm
Kerinov Grm je naselje v Občini Krško, ki je bilo ustanovljeno leta 2010 z oddelitvijo od vasi Gorica. Je največje od romskih naselij, ki so nastala na kmetijskih zemljiščih okolice Krškega sredi 20. stoletja, v postopku legalizacije je bilo nato ustanovljeno kot samostojno naselje. Leta 2013 so tu odprli romski muzej Stara hiša.
Naselje Kerinov Grm ima največjo gostoto prebivalstva med vsemi naselji v Sloveniji: 7119,6 ljudi/km².